# Sclerophrys arabica
El sapo de Arabia (Sclerophrys arabica) es un sapo de la familia Bufonidae. Se encuentra en Omán, Arabia Saudita, Emiratos Árabes Unidos y Yemen. Su hábitat natural son matorrales secos subtropicales o tropicales, ríos, ríos intermitentes, matinales de agua dulce, jardines rurales, zonas urbanas, los estanques y las tierras de regadío.
Sólo nueve especies de anfibios se han encontrado en la península arábiga.